# 1月23日
1月23日（いちがつにじゅうさんにち）は、グレゴリオ暦で年始から23日目に当たり、年末まであと342日（閏年では343日）ある。

## できごと

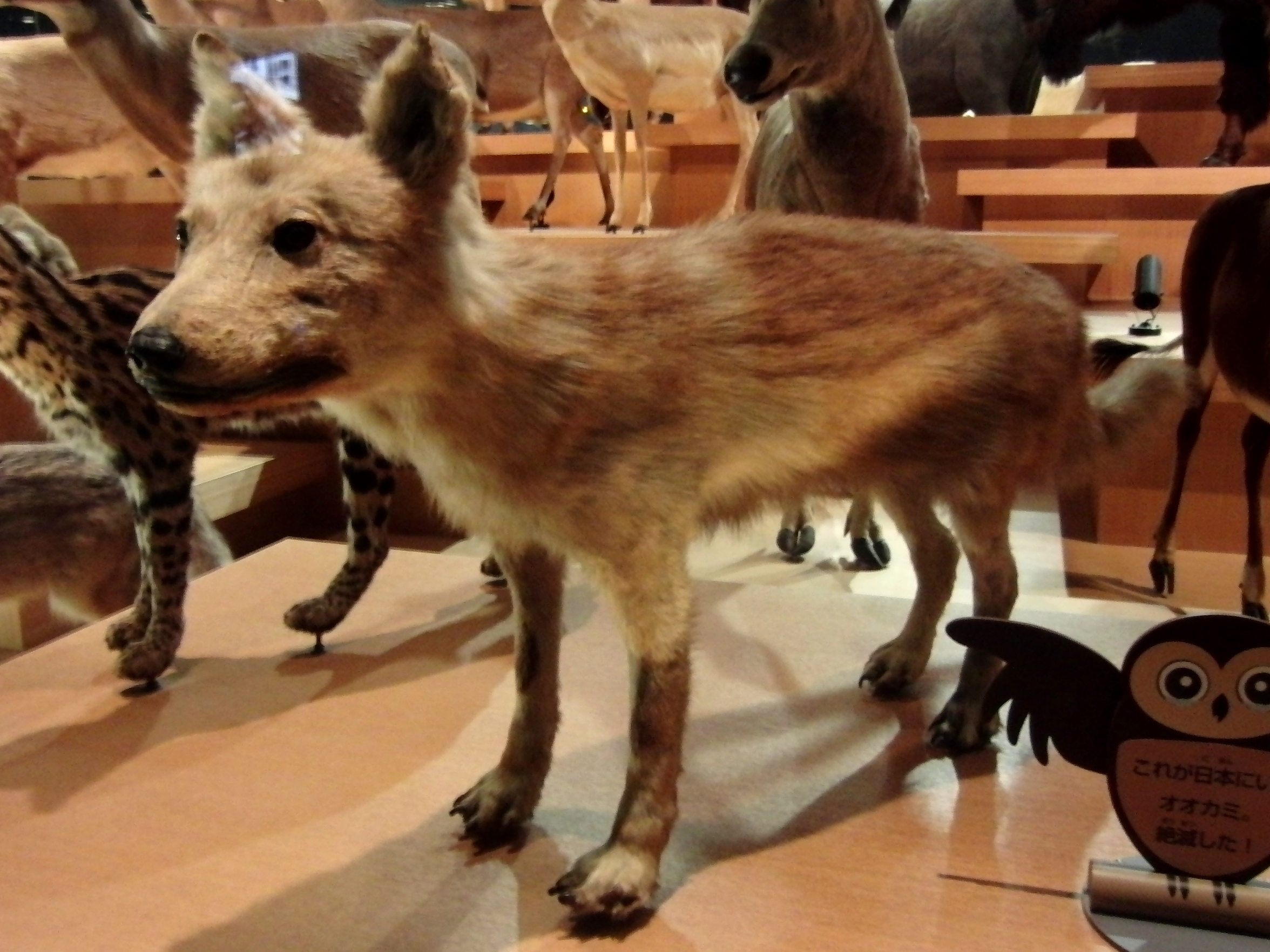
ニホンオオカミの剥製（国立科学博物館の展示）

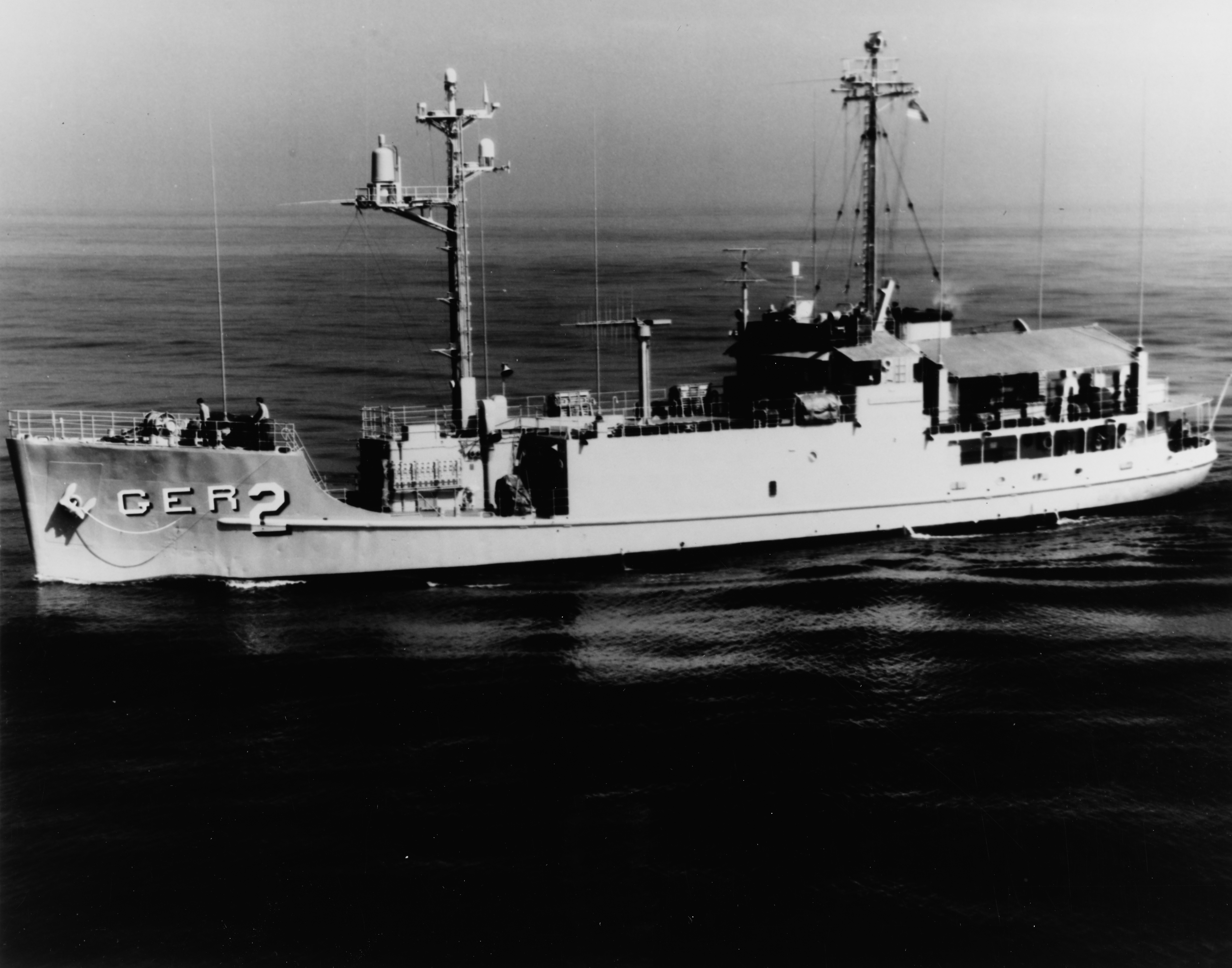
プエブロ号事件。写真はプエブロ号

- 829年（天長5年12月15日） - 空海が京都九条に、庶民子弟のための私塾綜芸種智院を設立する[1]。
- 1337年（建武3年/延元元年12月21日） - 後醍醐天皇が幽閉中の花山院を抜け出して吉野・金峰山に潜幸。南北朝対立が始まる。
- 1556年（嘉靖34年12月12日） - 明の陝西省で華県地震、死者数は歴史上最大の83万。
- 1579年 - ネーデルラント北部7州がユトレヒト同盟を結成。
- 1719年 - 神聖ローマ皇帝カール6世が、リヒテンシュタイン家が購入したファドゥーツ伯爵領とシェレンベルク男爵領とを併せてリヒテンシュタイン公領とすることを認可。
- 1793年 - 第2次ポーランド分割。
- 1899年 - エミリオ・アギナルドがフィリピン第一共和国大統領に就任。
- 1902年 - 八甲田雪中行軍遭難事件: 八甲田山で行われた陸軍の雪中耐寒行軍で、青森歩兵第5連隊第2大隊210人のうち199人が遭難死するという世界山岳遭難史上無類の大量遭難事件が発生[2]。
- 1905年 - ニホンオオカミの最後の1頭が奈良県で捕獲される。
- 1907年 - チャールズ・カーティスがアメリカインディアン出身者で初のアメリカ上院議員となる。
- 1909年 - 和歌山水力電気（後の南海電鉄和歌山軌道線）が、和歌山水力電気県庁前〜和歌浦口間で開業。1971年（昭和46年）3月31日に廃止。
- 1910年 - 逗子開成中学校の生徒ら12名が乗ったボートが七里ヶ浜沖で転覆し、全員が死亡。この事件を題材とした「七里ヶ浜の哀歌（真白き富士の根）」は全国で愛唱された。
- 1912年 - 万国阿片条約調印。
- 1914年 - 日本の衆議院予算委員会で島田三郎議員がシーメンスによる日本海軍へのリベート供与を追及、シーメンス事件に発展する。
- 1927年 - 及川奥郎が新しい小惑星を発見。これ以降、1929年までに合計8個の小惑星を発見する（うち共同発見1）。
- 1936年 - 阪神急行電鉄（現：阪急電鉄）が大阪阪急野球協会を設立、阪急職業野球団（現：オリックス・バファローズ）が発足。
- 1937年 - 廣田弘毅内閣が閣内不一致で総辞職。
- 1941年 - 第二次世界大戦: チャールズ・リンドバーグがアメリカ連邦議会で演説し、ナチス・ドイツと中立条約を結ぶべきと主張。
- 1942年 - 第二次世界大戦: 日本軍がラバウルを占領。
- 1949年 - 日本国憲法下における初の総選挙、および、初の最高裁判所裁判官国民審査を実施。
- 1952年 - NHKが初めて国会中継を放送。
- 1960年 - アメリカの有人潜水艇「トリエステ」が、史上初めて地球最深部であるマリアナ海溝のチャレンジャー海淵の海底に到達。
- 1963年 - ギニアビサウ独立戦争が始まる。
- 1964年 - アメリカ合衆国憲法修正第24条が、成立に必要な38州の批准により成立。人頭税などの支払いを理由に選挙権を制限することを禁止。
- 1968年 - プエブロ号事件が起こる。
- 1973年 - アイスランド・ヘイマエイ島で割れ目噴火が発生。溶岩流が町に流れたため、全島民がアイスランド本土に疎開。
- 1984年 - 宇宙開発事業団が日本初の実用放送衛星「ゆり2号a」を打ち上げ。
- 1986年 - アメリカのロックの殿堂が、最初の殿堂入り受賞者を発表。
- 1997年 - マデレーン・オルブライトが女性初のアメリカ合衆国国務長官に就任。
- 1997年 - セガとバンダイの合併が発表される。5月に解消。
- 1998年 - 太陽党、国民の声、フロム・ファイブの3党が合流して民政党に改称。
- 1999年 - PlayStationの周辺機器であるPocketStationが発売される。
- 2000年 - 徳島市で吉野川第十堰の可動堰化の是非を問う住民投票。
- 2002年 - 雪印牛肉偽装事件: BSE感染牛肉の買い取り制度をめぐって雪印食品が牛肉表示を偽装していたことが発覚。
- 2002年 - 三島女子短大生焼殺事件が発生。別件で服役中の元建設作業員の男が同年7月23日に逮捕される。
- 2006年 - ライブドア事件: ライブドアの証券取引法違反容疑で堀江貴文社長ら経営陣を逮捕。
- 2008年 - 続素美代が日本人女性では初めて南極点に到達。
- 2009年 - 温室効果ガス観測衛星「いぶき」、東大阪宇宙開発協同組合が開発に関った「まいど1号」など8基の人工衛星を搭載したH-IIAロケット15号機が打ち上げ。
- 2009年 - 作曲家の遠藤実に国民栄誉賞が授与される（没後追贈）。
- 2009年 - デンデルモンデ保育所襲撃事件。
- 2011年 - 秋葉原通り魔事件の影響で中止していた歩行者天国が再開される。
- 2015年 - 大相撲1月場所13日目、横綱白鵬翔が史上最多の33回目の優勝を達成した。
- 2015年 - サルマーン・ビン・アブドゥルアズィーズがサウジアラビア国王に即位する。
- 2018年 - 草津白根山の本白根山が噴火する。
- 2019年 - ベネズエラ国民議会議長、フアン・グアイドがニコラス・マドゥロ大統領に対抗して暫定大統領就任を宣言。アメリカら20カ国がこれを支持し、二重政府状態になる[3]。
- 2020年 - 新型感染症COVID-19により中華人民共和国湖北省の武漢市に封鎖措置が取られる[4]。COVID-19における世界初の都市閉鎖であり、人口1000万人を超える巨大都市である武漢の封鎖は、同年4月8日に解除されるまで継続された。
- 2022年 - ブルキナファソでクーデターが発生。
- 2024年 - 中国新疆ウイグル自治区アクス地区ウシュトゥルファン県で、マグニチュード7.1の大地震が発生（ウシュトゥルファン地震）[5]。
- 2025年 - 元SMAPのメンバーでタレントの中居正広が芸能界を引退[6]。
- 2025年 - ロサンゼルスの北約72キロに位置するキャスティーク湖近くで新たな山火事が発生。

## 誕生日

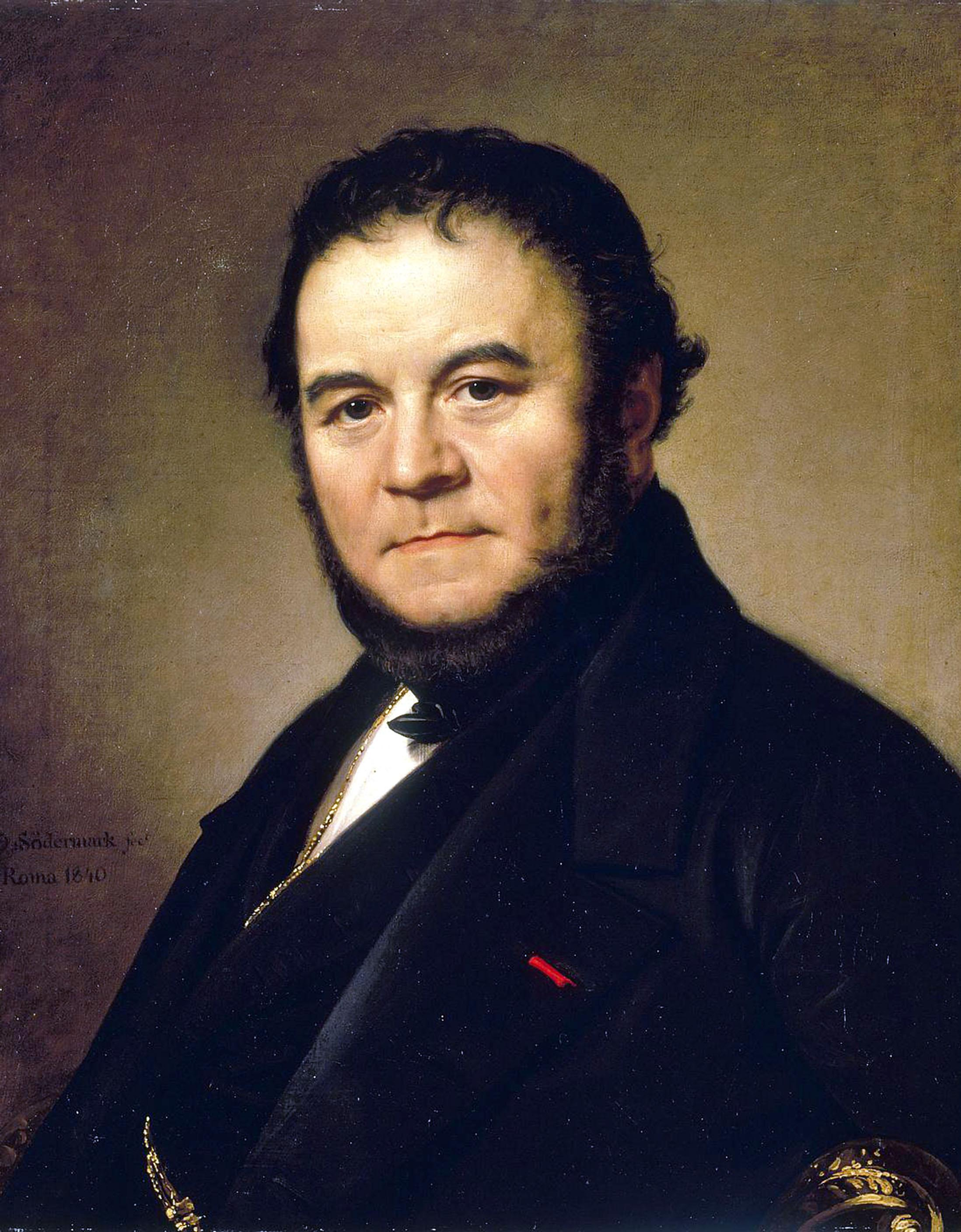
スタンダール

- 1600年（慶長4年12月8日） - 伊達忠宗、仙台藩主（+ 1658年）
- 1721年（享保5年12月26日） - 細川重賢、熊本藩主（+ 1785年）
- 1729年 - クララ・リーヴ、小説家（+ 1807年）
- 1751年 - ヤーコプ・ミヒャエル・ラインホルト・レンツ、詩人、劇作家（+ 1792年）
- 1752年 - ムツィオ・クレメンティ、作曲家（+ 1832年）
- 1783年 - スタンダール、小説家（+ 1842年）
- 1828年（文政10年12月7日） - 西郷隆盛、明治維新の元勲（+ 1877年）
- 1832年 - エドゥアール・マネ、画家（+ 1883年）
- 1836年（天保6年12月6日） - 本多康穣、膳所藩主（+ 1912年）
- 1840年 - エルンスト・アッベ、物理学者（+ 1905年）
- 1857年 - アンドリア・モホロビチッチ、地震学者、気象学者 (+ 1936年)
- 1862年 - ダフィット・ヒルベルト、数学者（+ 1943年）
- 1865年（元治元年12月26日） - 山路愛山、評論家、歴史家（+ 1917年）
- 1871年（明治3年12月3日） - 宮崎滔天、革命家、浪曲師（+ 1922年）
- 1888年 - 五藤存知、軍人（+ 1942年）
- 1891年 - アントニオ・グラムシ、マルクス主義思想家（+ 1937年）
- 1897年 - スバス・チャンドラ・ボース、インド独立運動の指導者（+ 1945年）
- 1897年 - 佐々弘雄、法学者（+ 1948年）
- 1898年 - セルゲイ・エイゼンシュテイン、映画監督（+ 1948年）
- 1898年 - ゲオルク・クーレンカンプ、ヴァイオリニスト（+ 1948年）
- 1899年 - 林正之助、実業家、吉本興業創業者、芸能プロモーター（+ 1991年）
- 1899年 - 堀田庄三、銀行家（+ 1990年）
- 1900年 - 神重徳、軍人（+ 1945年）
- 1903年 - イヴァン・ガラミアン、ヴァイオリニスト（+ 1981年）
- 1903年 - ホルヘ・エリエセル・ガイタン、政治家（+ 1948年）
- 1907年 - 湯川秀樹、理論物理学者（+ 1981年）
- 1907年 - ダン・デュリエ、俳優（+ 1968年）
- 1910年 - ジャンゴ・ラインハルト、ジャズギタリスト（+ 1953年）
- 1912年 - 小坂善太郎、政治家（+ 2000年）
- 1914年 - ピーナ・カルミレッリ、ヴァイオリニスト（+ 1993年）
- 1916年 - デビット・ダグラス・ダンカン、写真家（+ 2018年）
- 1917年 - 近藤次郎、航空工学者（+ 2015年）
- 1919年 - 矢野純一、元プロ野球選手（+ 2002年）
- 1920年 - 諏訪根自子、ヴァイオリニスト（+ 2012年）
- 1920年 - 服部受弘、元プロ野球選手（+ 1991年）
- 1920年 - フィリパ・ピアス、児童文学作家（+ 2006年）
- 1921年 - シルビオ・ガザニガ、彫刻家（+ 2016年）
- 1922年 - ゲルハルト・ボッセ、指揮者、ヴァイオリニスト（+ 2012年）
- 1924年 - 田中六助、政治家（+ 1985年）
- 1924年 - ローラン・プティ、バレエダンサー、振付家（+ 2011年）
- 1928年 - ジャンヌ・モロー、女優（+ 2017年）
- 1929年 - 鈴木健二、アナウンサー（+ 2024年）
- 1929年 - 時実新子、川柳作家、随筆家（+ 2007年）
- 1930年 - 大内啓伍、政治家（+ 2016年）
- 1930年 - デレック・ウォルコット、詩人、劇作家、ノーベル文学賞受賞者（+ 2017年）
- 1933年 - 恩地日出夫、映画監督 （+ 2022年）
- 1936年 - セシル・ウーセ、ピアニスト
- 1938年 - ジャイアント馬場、プロレスラー、プロ野球選手（+ 1999年）
- 1944年 - ルトガー・ハウアー、俳優（+ 2019年）
- 1945年 - 島谷金二、元プロ野球選手
- 1946年 - 丸山和也、政治家、参議院議員、弁護士
- 1947年 - 林郁夫、元オウム真理教幹部
- 1947年 - メガワティ・スティアワティ・スカルノプトゥリ、政治家、インドネシア第5代大統領
- 1947年 - 片岡建、元プロ野球選手
- 1949年 - 佐々木丸美、小説家（+ 2005年）
- 1949年 - 平浩二、歌手
- 1950年 - でんでん、俳優、元お笑い芸人
- 1951年 - 吉田照美、フリーアナウンサー、タレント
- 1951年 - チェズレイ・サレンバーガー、元パイロット
- 1951年 - チャーリー・スパイクス、元プロ野球選手
- 1952年 - 太田幸司、元プロ野球選手
- 1953年 - 徐守盛、政治家、官僚（+ 2020年）
- 1954年 - 小日向文世、俳優
- 1956年 - 坂東三津五郎 (10代目)、歌舞伎役者（+ 2015年）
- 1960年 - 錦織健、声楽家
- 1961年 - 安孫子三和、漫画家
- 1961年 - 橘慶一郎、政治家
- 1961年 - 広瀬哲朗、元プロ野球選手
- 1962年 - ベニー・ディステファーノ、元プロ野球選手
- 1963年 - マーティ・ブラウン、元プロ野球選手、元監督
- 1964年 - 広瀬えり子、女優、モデル
- 1964年 - 山本麻里、官僚
- 1965年 - 夏観享子、元モデル
- 1966年 - フィリップ・セトン、外交官
- 1967年 - 具志堅実、歌手（フィンガー5）
- 1967年 - 佐野心、元プロ野球選手
- 1967年 - 駒谷昌男、声優
- 1967年 - マグダレナ・アンデション、政治家、44代スウェーデン首相
- 1968年 - 高戸靖広、声優
- 1968年 - 葉加瀬太郎、音楽家
- 1968年 - 豊田亨、オウム真理教元幹部、元死刑囚（+ 2018年）
- 1970年 - シャーマン・オバンドー、元プロ野球選手
- 1970年 - 長谷川陽子、チェリスト
- 1970年 - オレグ・オフシアンニコフ、フィギュアスケート選手
- 1970年 - 宗方脩、声優
- 1970年 - イ・ジョンウン、女優
- 1971年 - 川村カオリ、歌手（+ 2009年）
- 1971年 - 太田暁、元プロ野球選手
- 1972年 - 平川雄一朗、映画監督、演出家
- 1972年 - ヒロシ、お笑いタレント
- 1973年 - 篠原信一、元柔道家
- 1973年 - 寺尾友美、元歌手
- 1973年 - ニコラス・ペタス、空手家、キックボクサー
- 1974年 - マーク・ワトソン、元プロ野球選手
- 1974年 - ヨスバニー・ペレス、元野球選手
- 1975年 - atsuko、歌手、作詞家（angela[7]）
- 1975年 - 米田やすみ、アナウンサー
- 1975年 - 倉橋のぞみ、モデル、元ロリータアイドル
- 1975年 - 座喜味大河、元野球選手
- 1976年 - 李心潔、女優
- 1976年 - ナイジェル・マッギネス、プロレスラー
- 1976年 - アンネ・マルグレーテ・ハウスケン、オリエンテーリング選手
- 1976年 - ムロツヨシ、俳優
- 1976年 - 宋美玄、産婦人科医・性科学者
- 1978年 - 津村記久子、小説家
- 1978年 - 片岡昭吾、元野球選手
- 1979年 - 峯香織、声優
- 1980年 - 夏目ナナ、タレント、元AV女優
- 1982年 - みなもりあすか、声優
- 1982年 - ウィリー・モー・ペーニャ、元プロ野球選手
- 1984年 - 森由理香、歌手（元MUH〜）
- 1984年 - アリエン・ロッベン、元サッカー選手
- 1984年 - 三輪正義、元プロ野球選手
- 1985年 - ドウツェン・クロース、スーパーモデル
- 1985年 - 董方卓、サッカー選手
- 1986年 - 川村ゆきえ、タレント、元グラビアアイドル
- 1989年 - 疋田紗也、タレント、元グラビアアイドル
- 1989年 - 薗田淳、元サッカー選手
- 1990年 - 林勇介、元サッカー選手
- 1990年 - 島本雄二、空手家
- 1990年 - 竹田歩佳、スキージャンプ選手
- 1990年 - 松本ルナ、タレント、元アイドル (元predia)
- 1991年 - 池田沙絵美、ファッションモデル
- 1991年 - 奥山由之、写真家
- 1991年 - アラン・ガタゴフ、サッカー選手
- 1992年 - 千菅春香、声優、歌手
- 1992年 - 渡辺海渡、俳優
- 1992年 - トリンドル玲奈、ファッションモデル、タレント
- 1992年 - 大山唯、元野球選手
- 1993年 - 大島僚太、サッカー選手
- 1993年 - 松永真穂、元声優、元DJ（元StylipS）
- 1994年 - ゆめまる、YouTuber (東海オンエア)
- 1995年 - 山賀琴子、元女優
- 1995年 - 井上雄貴、声優
- 1995年 - 八幡美咲、アナウンサー
- 1995年 - マリウス・ホイブラーテン、サッカー選手
- 1997年 - 根木翼、元俳優
- 1997年 - ボー・タカハシ、プロ野球選手
- 1998年 - るるちゃ。、AV女優
- 1998年 - 大﨑翔太、バスケットボール選手
- 1998年 - キャシー・ベイカー、ラグビーユニオン選手
- 1999年 - 永瀬廉、アイドル、俳優、歌手（King & Prince）
- 1999年 - 石崎日梨[8]、女優、タレント、モデル
- 1999年 - あむぎり、YouTuber（コムドット）
- 2002年 - 東坊城夢来、元プロ野球選手
- 2002年 - 中込陽翔、プロ野球選手
- 2005年 - 陽柏翔、プロ野球選手
- 2006年 - 蔵盛妃那乃、アイドル（日向坂46）
- 生年不詳 - iori、ミュージシャン（winnie）
- 生年不詳 - 小戸森穂花、声優

## 忌日

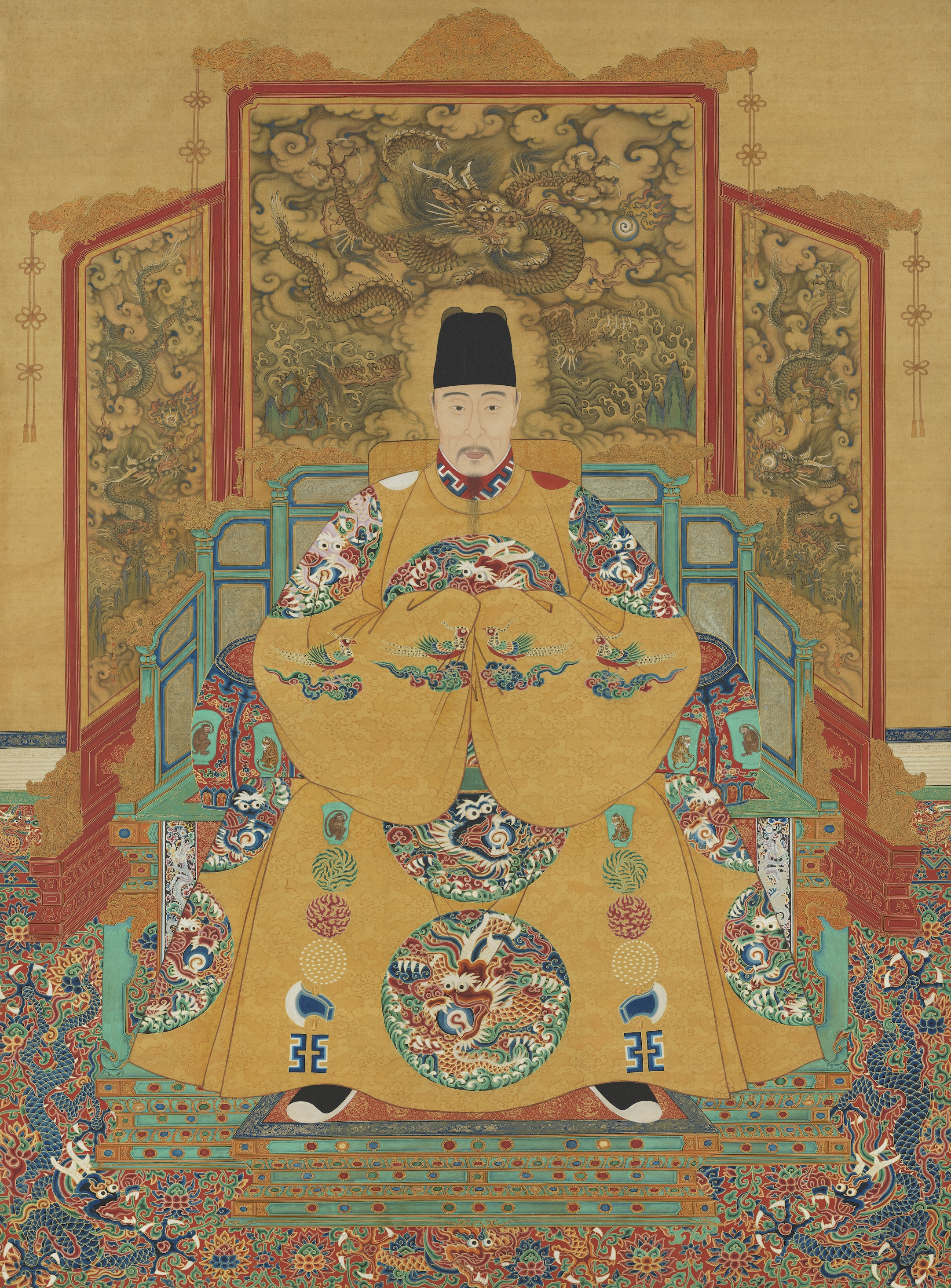
嘉靖帝

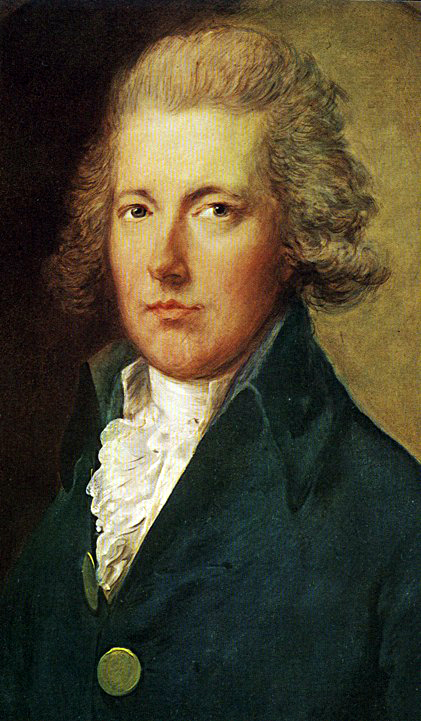
小ピット

- 1002年 - オットー3世、神聖ローマ皇帝（* 980年）
- 1335年（建武元年12月28日） - 二階堂貞藤、鎌倉幕府の御家人（* 1267年）
- 1423年 - マルグリット・ド・バヴィエール、ブルゴーニュ公ジャン1世の妃（* 1363年）
- 1567年（嘉靖45年12月14日） - 嘉靖帝、第12代明皇帝（* 1507年）
- 1620年（元和5年12月19日） - 直江兼続、上杉氏の家老（* 1560年）
- 1622年 - ウィリアム・バフィン、探検家、航海士（* 1584年）
- 1698年 - エルンスト・アウグスト、ハノーファー選帝侯（* 1629年）
- 1699年（元禄11年12月23日） - 木下順庵、儒学者（* 1621年）
- 1744年 - ジャンバッティスタ・ヴィーコ、哲学者（* 1668年）
- 1789年 - ジョン・クレランド、小説家（* 1709年）
- 1806年 - ウィリアム・ピット（小ピット）、イギリス首相（* 1759年）
- 1810年 - ヨハン・ヴィルヘルム・リッター、物理学者（* 1776年）
- 1820年 - エドワード・オーガスタス、ケント公（* 1767年）
- 1837年 - ジョン・フィールド、作曲家（* 1782年）
- 1844年 - フランシス・バーデット、政治家（* 1770年）
- 1879年 - アドルフ・イェンゼン、作曲家（* 1837年）
- 1888年 - ギュスターヴ・ドレ、画家（* 1832年）
- 1889年 - アレクサンドル・カバネル、画家（* 1823年）
- 1890年 - オットー・ローゼンベルガー、天文学者（* 1800年）
- 1890年 - 新島襄、教育者、同志社大学創設者（* 1843年）
- 1892年 - 植木枝盛、自由民権運動指導者、衆議院議員（* 1857年）
- 1908年 - エドワード・マクダウェル、作曲家（* 1860年）
- 1918年 - ヨハネス・ユストゥス・ライン、地理学者（* 1853年）
- 1922年 - アルトゥル・ニキシュ、指揮者（* 1855年）
- 1923年 - マックス・ノルダウ、シオニズム運動指導者（* 1849年）
- 1930年 - メーベル・ノーマンド、女優、映画監督（* 1892年）
- 1931年 - アンナ・パヴロワ、バレリーナ（* 1881年）
- 1933年 - アポリナリー・ヴァスネツォフ、画家（* 1856年）
- 1933年 - 堺利彦、社会主義者（* 1871年）
- 1935年 - リチャード・シェルドン、陸上競技選手（* 1878年）
- 1936年 - エドモン＝フランソワ・アマン＝ジャン、画家（* 1858年）
- 1937年 - オルソ・コルビーノ、物理学者（* 1876年）
- 1939年 - マティアス・シンデラー、サッカー選手（* 1903年）
- 1940年 - 三遊亭圓生 (5代目)、落語家（* 1884年）
- 1944年 - エドヴァルド・ムンク、画家（* 1863年）
- 1945年 - ヘルムート・イェームス・フォン・モルトケ、反ナチス・ドイツ運動家（* 1907年）
- 1947年 - ピエール・ボナール、画家（* 1867年）
- 1951年 - 白井松次郎、興行師・松竹共同創業者（* 1877年）
- 1956年 - ビリー・エバンス、メジャーリーグベースボールの審判員（* 1884年）
- 1956年 - アレクサンダー・コルダ、映画プロデューサー（* 1893年）
- 1957年 - レイ・カミングス、SF作家（* 1887年）
- 1958年 - 北原怜子、「蟻の町のマリア」と呼ばれた社会奉仕家（* 1929年）
- 1963年 - 阿部五郎、政治家、徳島県知事、衆議院議員（* 1904年）
- 1969年 - 酒井七馬、漫画家、紙芝居作家（* 1905年）
- 1973年 - 越ノ海東治郎、大相撲力士（* 1906年）
- 1975年 - 江馬修、小説家（* 1889年）
- 1976年 - ポール・ロブスン、俳優、公民権運動家、作家、バス歌手（* 1898年）
- 1977年 - オイゲン・オット、ナチス・ドイツの駐日大使（* 1889年）
- 1978年 - テリー・キャス、ミュージシャン（シカゴ）（* 1946年）
- 1979年 - 大田黒元雄、音楽評論家（* 1893年）
- 1981年 - サミュエル・バーバー、作曲家（* 1910年）
- 1981年 - 谷内六郎、画家（* 1921年）
- 1983年 - 倉本信護、元プロ野球選手（* 1913年）
- 1986年 - イヴォンヌ・ルフェビュール、ピアニスト（* 1898年）
- 1986年 - ヨゼフ・ボイス、現代美術家（* 1921年）
- 1989年 - 高橋良明、俳優、歌手（* 1972年）
- 1989年 - サルバドール・ダリ、画家（* 1904年）
- 1991年 - ニコライ・タルイジン、ゴスプラン議長（* 1929年）
- 1993年 - 戸板康二、演劇・歌舞伎評論家、推理作家（* 1915年）
- 1993年 - キース・ローマー、SF作家（* 1925年）
- 1994年 - ニコライ・オガルコフ、ソ連邦元帥（* 1917年）
- 1996年 - 安田元久、歴史学者（* 1918年）
- 1996年 - 織井茂子、歌手（* 1926年）
- 1999年 - 井上究一郎、フランス文学者（* 1909年）
- 1999年 - 宮永好道、コンピュータ技術者、コラムニスト（* 1930年）
- 1999年 - 森繁泉、俳優（* 1940年）
- 2000年 - 成田きん、きんさんぎんさんの姉（* 1892年）
- 2002年 - ピエール・ブルデュー、社会学者（* 1930年）
- 2002年 - ロバート・ノージック、哲学者（* 1938年）
- 2003年 - 岸本光造、政治家（* 1940年）
- 2003年 - 池田文雄、元日本テレビ『スター誕生!』プロデューサー（* 1933年）
- 2003年 - ネル・カーター、歌手、女優（* 1948年）
- 2004年 - モンタナ・ジョー、ギャングスター（* 1919年）
- 2004年 - ヘルムート・ニュートン、写真家（* 1920年）
- 2004年 - 佐々木潤之介、歴史学者（* 1929年）
- 2004年 - 安倍基雄、政治家（* 1931年）
- 2005年 - 木村徳三、編集者（* 1911年）
- 2005年 - 桜むつ子、女優（* 1921年）
- 2005年 - ジョニー・カーソン、俳優（* 1925年）
- 2006年 - 高木時夫、元プロ野球選手、スカウト（* 1937年）
- 2007年 - エヴェレット・ハワード・ハント、元アメリカ中央情報局職員、小説家（* 1918年）
- 2007年 - 浅野勇、政治家、元岐阜県岐阜市市長（* 1926年）
- 2007年 - リシャルト・カプシチンスキ、ジャーナリスト（* 1932年）
- 2009年 - エクトル・ロセット、チェス選手（* 1922年）
- 2009年 - 鳥海永行、アニメーション監督、演出家、小説家（* 1941年）
- 2010年 - アール・ワイルド、ピアニスト、作曲家（* 1915年）
- 2010年 - 渡辺道子、弁護士、元日本女性法律家協会会長、元日本キリスト教女子青年会理事長（* 1915年)
- 2010年 - 江口浩司、作曲家（* 1927年)
- 2010年 - 美濃部重克、国文学者、南山大学名誉教授（* 1943年)
- 2010年 - オレグ・ヴェリキー、ハンドボール選手（* 1977年)
- 2011年 - 喜味こいし、漫才師（* 1927年）
- 2012年 - 小島貞博、騎手、調教師（* 1951年）
- 2013年 - 鈴木セイ、福祉活動家（* 1912年）
- 2013年 - 佐藤剛男、通産官僚、政治家、（* 1937年）
- 2013年 - モヒカーノ関、ラテンジャズピアニスト（* 1954年）
- 2014年 - リズ・オルトラーニ、作曲家（* 1931年）
- 2014年 - 實方謙二、法学者、北海道大学名誉教授、神戸学院大学名誉教授（* 1932年）
- 2014年 - 小林カツ代、料理研究家（* 1937年）
- 2014年 - 三遊亭右紋、落語家（* 1948年）
- 2015年 - アブドゥッラー・ビン・アブドゥルアズィーズ、第6代サウジアラビア国王（* 1924年）
- 2015年 - アーニー・バンクス、プロ野球選手（* 1931年）
- 2015年 - 水沢紀子、アダルトモデル（* 1966年）
- 2016年 - 太田健一、歴史学者、山陽学園大学名誉教授（* 1936年）
- 2016年 - モンゴリアン・ストンパー、プロレスラー（* 1936年）
- 2016年 - ウォルター・ウィリアムス、元プロ野球選手（* 1943年）
- 2016年 - 関本恒一、サッカー選手、サッカー指導者（* 1978年）
- 2018年 - 佐藤清吉、政治家、元宮城県角田市長、元全国森林組合連合会会長（* 1929年）
- 2018年 - ヒュー・マセケラ、トランペット奏者（* 1939年）
- 2019年 - 宮崎秀吉、陸上競技選手、センテナリアン（* 1910年）
- 2019年 - ジョナス・メカス、映画監督、詩人（* 1922年）
- 2019年 - 古田武、実業家、元カネカ社長（* 1930年）
- 2020年 - グードルン・パウゼヴァング、児童文学作家（* 1928年）
- 2020年 - 松浦暢、英文学者、英詩研究者、成城大学名誉教授（* 1931年）
- 2020年 - ジム・レーラー、ジャーナリスト、小説家、脚本家、劇作家、ニュースアンカー（* 1934年）
- 2020年 - フレデリック・バランタイン、医師、元セントビンセント・グレナディーン総督（* 1936年）
- 2020年 - クレイトン・クリステンセン、経営学者、経営コンサルタント（* 1952年）
- 2020年 - ロバート・アーチボルド、元バスケットボール選手（* 1980年）
- 2021年 - ポール・ホイタック、プロ野球選手（*1930年）
- 2021年 - ラリー・キング、司会者、俳優（* 1933年）
- 2021年 - 坂本スミ子、歌手、女優（* 1936年）
- 2021年 - ジョニー野村、音楽プロデューサー（* 1945年）
- 2022年 - アントニア・ダ・サンタ・クルス、スーパーセンテナリアン（* 1905年）
- 2022年 - 豊原大成、仏教学者、僧侶、元浄土真宗本願寺派総長（* 1930年）
- 2022年 - 平松慎吾、俳優（* 1934年）
- 2022年 - 月村敏行、文芸評論家（* 1935年）
- 2022年 - 小西博行、政治家（* 1936年）
- 2022年 - ビージー・アデール、ジャズピアニスト（* 1937年）
- 2022年 - ジャン＝クロード・メジエール、漫画家（* 1938年）
- 2022年 - ティエリー・ミュグレー、ファッションデザイナー、カメラマン（* 1948年）
- 2023年 - ウィリアム・ローヴェア、数学者（* 1937年）
- 2023年 - キャロル・スローン、ジャズ歌手（* 1937年）
- 2023年 - 工藤強勝、グラフィックデザイナー、桑沢デザイン研究所第11代所長（* 1948年）
- 2023年 - アルバロ・コロン、政治家、第47代グアテマラ大統領（* 1951年）
- 2023年 - 権甲龍、囲碁棋士（* 1957年）
- 2024年 - 黄永阜、壁画アーティスト（* 1924年）
- 2024年 - 江戸京子、ピアニスト、元アリオン音楽財団理事長（* 1937年）
- 2024年 - メラニー・ソフィカ、シンガーソングライター（* 1947年）
- 2025年 - 樽井史朗、経営者、キユーピー社長（* 1933年）

## 記念日・年中行事
- ワンツースリーの日（ 日本）
「123」で「ワンツースリー」とよむ語呂合せ。人生に対してジャンプする気持ちを持とうという日。
- 電子メールの日（ 日本）
電子メッセージング協議会（現・Eジャパン協議会）が1994年に制定。「1（いい）23（ふみ）」（いい文・E文）の語呂合わせ。
- アート引越センターの日（ 日本）
アート引越センターの名で知られる、引越や物流などの事業を手がけるアートコーポレーション株式会社が2014年に制定。一般社団法人日本記念日協会に登録。引越事業を中心に、住宅・保育にいたるまで「暮らし」を キーワードとして、生活をとりまく各種事業を展開し、こんなサービスが「あったら いいな」の気持ちを大切にした自社のPRが目的。日付は1と23が「アート引越センター」のコーポレート・アイデンティティである「the0123」に通じることから。
- アーモンドの日
カリフォルニア・アーモンド協会が2008年に制定。アーモンド約23粒が日本人の成人女性の1日の摂取目安量であることから「1日23粒」で1月23日を記念日とした。
- 一無、二少、三多の日
一般社団法人日本生活習慣病予防協会が2016年に制定。同協会が提唱する「一無、二少、三多」（いちむにしょうさんた）をより多くの人に実践してもらい、健康長寿に役立ててもらうのが目的。「一無」は禁煙、「二少」は少食と少酒、「三多」は多動（体を多く動かす）と多休（しっかり休養する）と多接（多くの人、事、物に接する生活）を表す。日付は1と23で「一無、二少、三多」の一二三から。
- 世界自由の日（ 韓国 中華民国）
1954年のこの日、朝鮮戦争の中華民国軍捕虜が基隆港に帰還したことにちなみ、世界自由民主連盟が制定。